# Wolfgang Zenker (Schriftsteller)
Julius Wolfgang Otto Zenker (* 17. März 1898 in Dresden; † 29. Januar 1955 in Lauffen am Neckar) war ein deutscher Schriftsteller.

## Leben und Wirken
Er war der Sohn des Forstassessors Otto Albert Zenker. Der gebürtige Dresdner lebte als Schriftsteller und Erzähler in Mölkau. Bekanntheit erlangte er zuerst mit seinem Jugendroman in Märchenform „Lieber gerade als krumm“, der 1936 in Leipzig erschien. Der Durchbruch gelang ihm 1939 mit seinem Roman Willigis, für den er den Dichterpreis in Leipzig erhielt. Nach dem Zweiten Weltkrieg lebte er in Westdeutschland.

## Werke (Auswahl)
- Lieber gerade als krumm. Esche Verlag, Leipzig 1936.
- Der ferne hof. 1937.
- Willigis. F. Bühler, Stuttgart 1939; 2. Aufl. 1940.
- Die Ahnenprobe. F. Bühler, Stuttgart, 1939; 2. Aufl. 1940.
- Alle Wipfel rauschen Heimat. Janke, Leipzig 1942.
- Der törichte Bartholo. Rufer-Verlag, Gütersloh 1954.

## Auszeichnungen
- 1937: 1. Preis des Preisausschreibens des Illustierten Beobachters
- 1939: Leipziger Dichterpreis